# 慧光
慧光（えこう、皇興2年（468年）- 大統3年（537年）3月14日）は、中国北魏の律宗の僧侶である。十地経論の翻訳に携わり、その普及に貢献した。四分律宗の祖。姓は楊。